# John Stainer

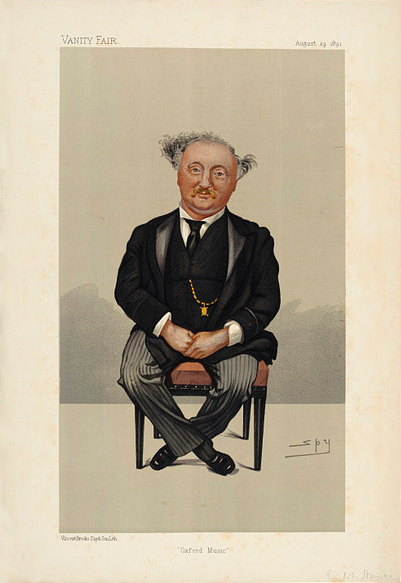
Caricatura de Stainer a la revista Vanity Fair l'any 1891

John Stainer (Londres, 4 de juny de 1840 - mor prop de Verona, Itàlia, 31 de març de 1901 en un accident) fou un compositor angles.
Començà la seva carrera musical com infant de cor de l'església de Sant Pau i després estudià amb Bayley, Steggall i Cooper. Als catorze anys ja era organista i director del cor d'una església de Londres, i el 1859 fou nomenat organista de Santa Magdalena d'Oxford, i de la Universitat, rebent el 1865 el títol de doctor en música. De 1872 a 1888 fou organista de Sant Pau, de Londres. També fou des de 1876 professor d'orgue i d'harmonia i des de 1881 director de la National training School for Music, i en transformar-se aquesta en el Reial Col·legi de Música el 1883, professor de la mateixa on entre molts alumnes tingué a Arthur Sullivan i, més, fou inspector de les escoles primàries. El 1888 quedà cec, i aquest mateix any demanà la jubilació, si bé conservà les prerrogatives inherents al professorat de la Universitat d'Oxford. Fou succeït per Henry Hadow.
Entre les seves composicions cal mencionar els oratoris Gideon i The-Crucifixion (1887); les cantates The danghter of Fairus i St. Mary Magdalen; dos servicis complets, 16 antífones, així com un bon nombre de manuals, un tractat d'harmonia i un lèxic musical. A més, edità diverses obres d'autors antics i publicà les antologies Dufay and his contemporaries (1898) i Early Bodleian music...varyng from about a. D. 1185 to about a. D. 1505, aquesta última acabada pels seus fills Cecília i John el 1902.